# Bruno Peltre
Pour les articles homonymes, voir Peltre (homonymie).
Bruno Peltre, né à Nancy, est un pianiste français. C'est un des rares concertistes à avoir repris sa carrière, interrompue dix années par un accident de santé majeur. Il se produit en particulier lors de concerts en faveur de la prévention des risques d'accidents vasculaires cérébraux.

## Biographie
Né à Nancy, il  a obtenu le 1er prix du conservatoire en 1972 et fut élève de François Cholé partenaire de Georges Enesco, professeur de Michel Béroff.
En faculté de droit, il entre au Conservatoire national supérieur de musique et de danse de Paris dans la Classe d'Yvonne Loriod en 1974 et obtient le 1er prix de piano en 1977. 
En 1978, dans la classe de Germaine Mounier, il obtient à l'unanimité la Licence de concert à l'École normale de musique Alfred Cortot de Paris.
Il reçoit l'influence d'Enrique Barenboim et de Maria Courcio Diamond à Londres, de Leon Fleisher à Toronto et de Yevgeni Malinin.
Il est sélectionné et récompensé de 1980 à 1990 pour participer aux concours internationaux de Salt Lake City, Sénigalia, Prétoria, Vinia del Mar, Tchaikovsky à Moscou, Budapest et Belgrade.
Il est lauréat de la Fondation Yehudi Menuhin, de la Fondation Georgy Cziffra, de la Fondation Crédit Lyonnais et médaille d'or des Solistes de Bordeaux.
Il joue en récital sur les scènes nationales et dans les plus grandes salles comme la Salle Pleyel en 1992, Salle Gaveau (1977 à 1995), Salle Cortot, Opéra Garnier sur le piano de Vladimir Horowitz pour l'AROP et au théâtre du Rond-Point, à l'Automobile Club de France en 2000, Liège, Berlin au Tacheles, Karlsruhe, Budapest, Belgrad, Arsenal de Metz, (1998), Cincinati 1994, New York université Columbia (1994 1995), Los Angeles… II a enregistré en direct un récital salle Pleyel Dureco sdrm bp199801. Il a par ailleurs joué au Théâtre de l'Odéon pour enregistrer et composer l'accompagnement de la Chanson de la Petite Rivière dans l'album Les Naïves de CharlÉlie Couture. 
Il est invité pour jouer comme soliste entre autres – à Radio France par François Serette, Eve Ruggiéri, Anne-Marie Réby (En Blanc et Noir), – Arielle Buteau (aux Démons de Midi), – pour France 3 – sur Arte à Berlin, – à Radio-Suisse Romande Espace 2 avec Tedi Papavrami, – au Festival de Radio France et Montpellier – au Festival de Riom – Festival d'Entrecasteaux – Festival des Églises Romanes en Berry – aux Flâneries Musicales de Reims (1998) – sur le paquebot Mermoz par les Croisières Paquet (de 1987 à 1995) – au Festival Claviers d'HIVERS – Festival au Royaume de Navarre – aux Grandes Étapes françaises– Festival Chopin de Bagatelle – Festival du Danube Trieste – Fêtes Romantiques de Nohant avec le Quatuor Élysée – Rencontres Frédéric Chopin avec Macha Méril, La Corse 1998 – Festival Bilkent University ANKARA – Orchestre de l'Opéra sous la direction de Ernst von Donaniy dans Wozzek – Ensemble 2E2M – orchestre d 'Istanbul sous la direction de Éric Bergel – orchestre Bernard Thomas – orchestre Jean Walter Audoli – orchestre de Nancy direction Jérôme Kaltenbach. 
Ses partenaires sont et ont été Quatuor Élysée, Quatuor Anton, Tedi Papavrami, Macha Méril, Geneviève Page, Leslie Caron, Hussein Sermet, Dominique de Williencourt, Yves Henry, Hélène Mercier Arnault.

Il crée et dirige depuis 1995 l'Académie festival des Musicales d'Ajaccio.
Il est titulaire d'un poste de professeur de piano au conservatoire du 6e arrondissement à Paris. 

Invité par Bertrand Delanoë et Claude Evin, il a donné en 2012 un récital dans les grands salons de la Mairie de Paris  pour soutenir la cause de l'Association France AVC avec l'aide de l'Agence Régionale de Santé.
Il est le frère de Christine Peltre auteur de nombreux ouvrages traitant de l'Orientalisme et professeur à l'Université de Strasbourg.